# 보청기

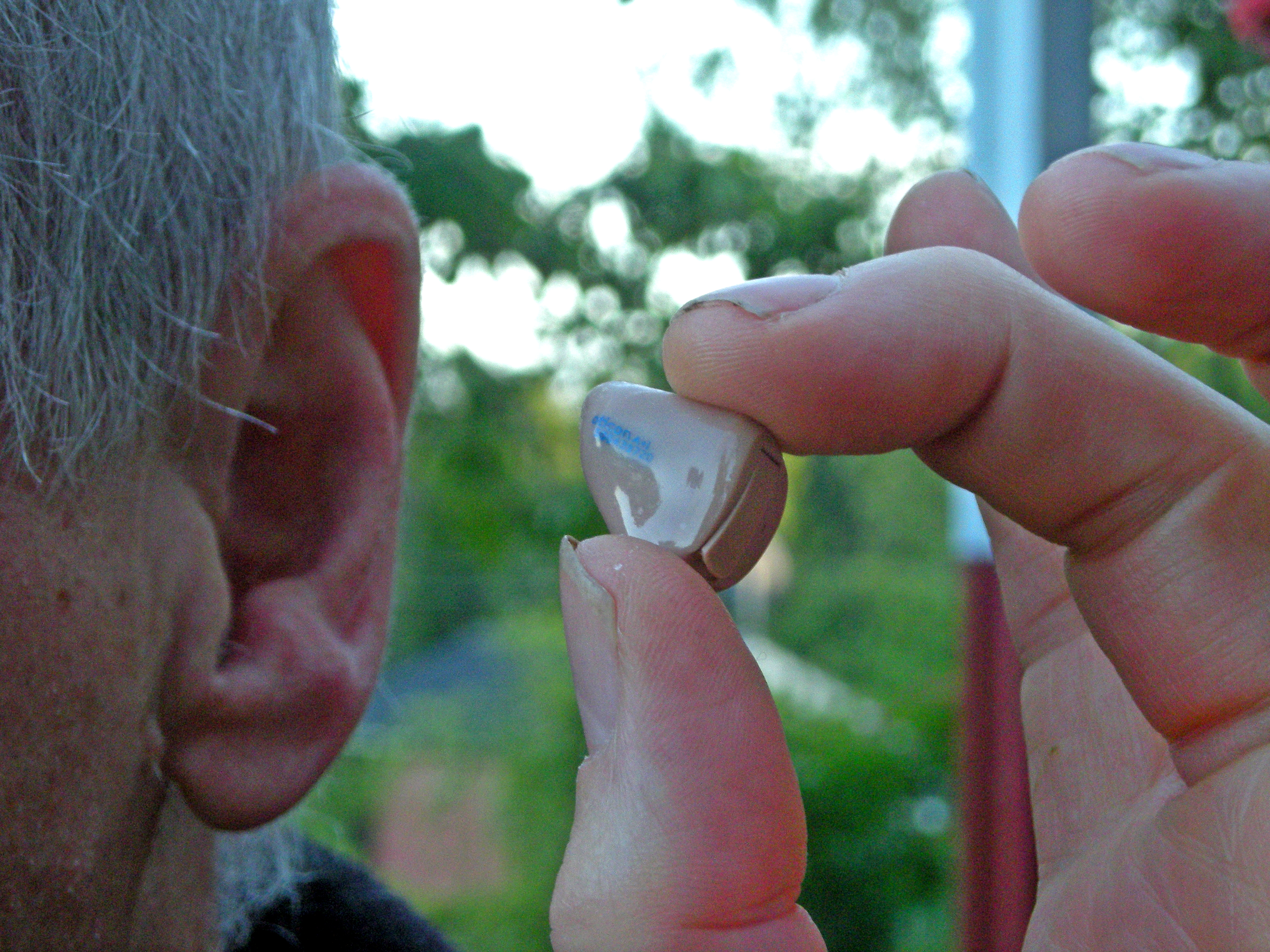
귀의 외이도에 부착하는 보청기.

보청기(補聽器)는 난청 환자의 청력 보조기구이다.

## 분류
보청기는 착용방식, 증폭방식, 신호처리방식에 따라 나눌 수 있다.

### 신호처리방식에 따른 분류
신호처리방식에 따라 크게 다음과 같이 나뉜다.
- 아날로그 보청기
- 디지털 보청기
- 보청기 종류

현재 한국에 유통되는 보청기의 90% 이상이 디지털 보청기로서 아날로그 보청기 시장이 사라지는 추세이다.

### 착용방식에 따른 분류
또한 보청기에 크기에 따라 크게
- 귀걸이형 BTE, Behind the ear
- 귓속형 ITE, In the ear
- 외이도형 ITC, In the canal
- 비노출외이도형 CIC,Completely in the canal

로 나뉘며 최근 RIC Receiver in the canal ([Open canal BTE]]라고도 불림)이 새로운 각광을 받고 있다.
아날로그 보청기가 쇠퇴하고 디지털 보청기가 주종을 이루게 된 것처럼 향후 보청기의 형태는
- mini BTE (RIC)
- CIC

이렇게 2가지 형태가 주종을 이룰 것으로 여겨진다.

### 건전지 크기에 따른 분류
- 10 : 4~6 일 주기 교환.
- 312 : 7~9 일 주기 교환.
- 13 : 13~15 일 주기 교환.
- 675 : 16~20 일 주기 교환.

## 유통

### 대한민국
현재 대한민국에서 유통 중인 보청기 메이커는 다음과 같다.
| 브랜드      | 제조사 공식 웹사이트                                                                | 딜러(한국) 웹사이트                                                          |                                          |
| 오티콘      | 덴마크 Oticon http://www.oticon.com/                                                | http://www.oticonkorea.com/                                                  |                                          |
| 유 니 트 론 | 스위스 Unitron https://unitron.co.kr/                                               | https://unitron.co.kr/                                                       |                                          |
| 와이덱스    | 덴마크 Widex http://www.widex.com/                                                  | http://www.widexkorea.com/                                                   |                                          |
| 포낙        | 스위스 Phonak http://www.phonak.com/                                                | http://www.phonak.co.kr/                                                     |                                          |
| 스타키      | 미국 Starkey http://starkey.com/                                                    | http://starkey.co.kr/                                                        |                                          |
| 지멘스      | 독일 Siemens https://web.archive.org/web/20090826060426/http://hearing.siemens.com/ | https://web.archive.org/web/20081014071210/http://www.siemens.co.kr/hearing/ |                                          |
| 버나폰      | 스위스 Bernafon http://www.bernafon.com/                                            | http://www.bernafonkr.com 보관됨 2020-08-11 - 웨이백 머신                    |                                          |
| 벨톤        | 미국 Beltone http://www.beltone.co.kr/                                              |                                                                              |                                          |
| 대원보청기  | 한국 대원메디테크 http://www.daewonmeditech.co.kr/ (구)딜라이트 보청기              | 조은소리보청기                                                               | 한국 Joeunsori http://www.gshearing.com/ |

## 외부의 링크
- (영어) NIH Information from the National Institutes of Health (NIH).